# لوچانو بچو
لوچانو بچو (انگلیسی: Luciano Becchio؛ زادهٔ ۲۸ دسامبر ۱۹۸۳) بازیکن فوتبال اهل آرژانتین است.
از باشگاه‌هایی که در آن بازی کرده‌است می‌توان به باشگاه فوتبال نوریچ سیتی، باشگاه فوتبال بوکا جونیورز، باشگاه فوتبال روترهام یونایتد، باشگاه فوتبال بارسلونا، باشگاه فوتبال لیدز یونایتد، باشگاه فوتبال بارسلونا بی، و باشگاه فوتبال رئال مورسیا اشاره کرد.